# Pharmacis
Pharmacis is een geslacht van vlinders uit de familie van de wortelboorders (Hepialidae).

## Soorten
- Pharmacis aemilianus (Costantini, 1911)
- Pharmacis anselminae (Teobaldelli, 1977)
- Pharmacis bertrandi (Le Cerf, 1936)
- Pharmacis carna (Denis & Schiffermüller, 1775)
- Pharmacis castillanus (Oberthur, 1883)
- Pharmacis claudiae Kristal & Hirneisen, 1994
- Pharmacis fusconebulosa (De Geer, 1778) - gemarmerde wortelboorder
- Pharmacis lupulina (Linnaeus, 1758) - slawortelboorder
- Pharmacis pyrenaicus (Donzel, 1838)